# Pipin der Kurze
Pipin der Kurze ist eine Filmkomödie des Regisseurs Carl Heinz Wolff aus dem Jahr 1934. In der Hauptrolle verkörpert Heinz Rühmann den durch seine Eifersucht unkonzentriert gewordenen Kassierer August Pipin. Pipins Ehefrau wird von Charlotte Serda verkörpert, die Frau, durch die er in Schwierigkeiten gerät, von Hilde Hildebrand.

## Handlung
August Pipin ist mit Leib und Seele ein loyaler, sehr zuverlässiger Kassierer. Normalerweise kann ihn nichts und niemand aus der Ruhe bringen; er ist stets sehr besonnen. Zumindest war das bisher in seinem Leben immer so gewesen. Bis er den begründeten Verdacht hegt, dass seine Frau Adele, eine sehr attraktive Frau, ein Verhältnis mit dem Untermieter Winkler hat. Dieser ist ein begnadeter und attraktiver Schauspieler. 
Da Pipin bei seinen Kassiervorgängen durch diesen Verdacht in einem Moment nicht ganz bei der Sache ist, zahlt er versehentlich einem Boten 300 Mark zu viel aus. Er bemerkt seinen Fehler zwar, kann ihn jedoch nicht mehr korrigieren: Der Bote ist längst weg.
Pipin unternimmt alles ihm Mögliche, das zu viel ausbezahlte Geld wieder zurückzubekommen. Jede Idee, die ihm dazu einfällt, führt jedoch entweder zu gar keinem Ergebnis oder endet in einem Fiasko. Zu guter Letzt gerät er mit seinen Versuchen sogar in eine Schieflage, die ihn dazu nötigt, dass nun er sich seiner Frau erklären muss, da sie ihn nun ihrerseits verdächtigt, mit der Tänzerin Rita eine Affäre zu haben.

## Produktionsnotizen und Veröffentlichung
Die Filmbauten lagen in der Hand von Gustav A. Knauer und Alexander Mügge. Die Liedtexte zu Pipin, das macht Dir keiner nach und Ach, wäre das schön, wenn Du mich lieben könntest steuerte Bruno Balz bei. Nachdem der Film am 21. März 1934 einer Prüfung unterzogen worden war, kam er am 31. März 1934 im Mozartsaal in Berlin zur Uraufführung. Der Verleihtitel in Österreich lautete seinerzeit: Der feige Held oder auch August Pipins seltsame Abenteuer.
Der Film wurde von der Koch Media GmbH erstmals am 8. Juni 2012 auf der „Heinz Rühmann Edition 2“ mit zwei weiteren Filmen veröffentlicht. Am 24. August 2012 erschien er innerhalb der Reihe „Schätze des Deutschen Tonfilms“ bei der Koch Media GmbH. Am 5. August 2016 wurde er von der WVG Medien GmbH zusammen mit fünf weiteren Filmen unter dem Titel „Heinz Rühmann – Seine schönsten Filme“ veröffentlicht.

## Kritik
Für den Autor und Kritiker Karlheinz Wendtland war Pipin der Kurze „ein behaglich-heiterer Rühmann-Film“.